# 阿里斯多夫

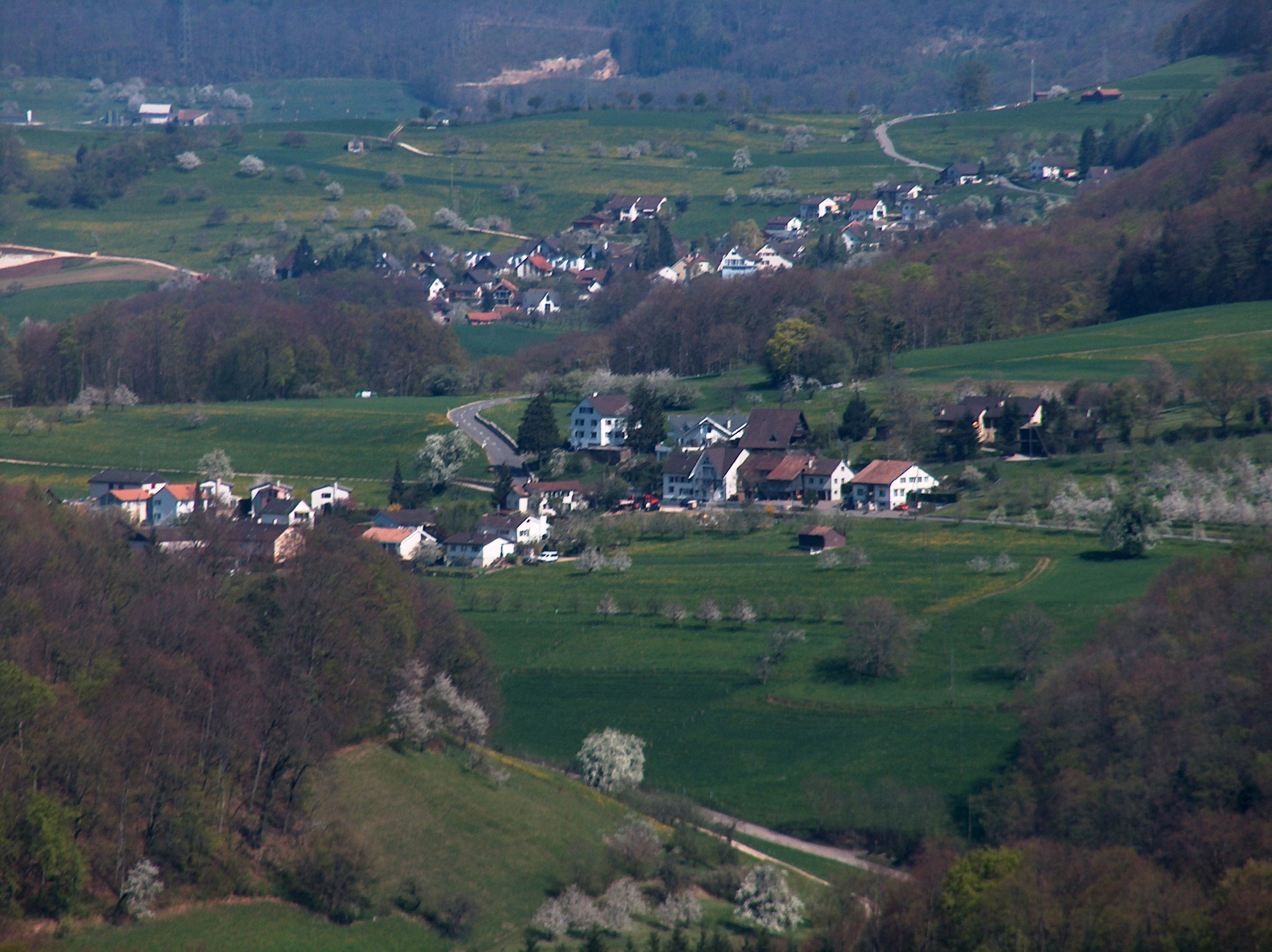

阿里斯多夫是瑞士的城鎮，位於該國北部，由巴塞爾鄉村州負責管轄，面積10.平方公里，海拔高度345米，2012年人口1,621，六成人口信奉基督教，人口密度每平方公里162人。

## 外部連結
- Official website （页面存档备份，存于） （德文）